# Kostel svatého Michala archanděla (Veľký Klíž)
Kostel svatého Michala archanděla je románská sakrální stavba v obci Veľký Klíž (v její místní části Klížské Hradiště) v okrese Partizánske v Trenčínském kraji.
Kostel je skutečným skvostem románského stavebního umění, o čemž mimo jiné svědčí i skutečnost, že jeho stylizovaná podoba se dostala i do obecního znaku.

## Historie vzniku
Obec Klíž, ležící v kotlině sevřené ze tří stran vrchy pohoří Tribeč, se v historických záznamech vzpomíná poprvé v roce 1244. Patřila zde usazenému benediktinskému opatství. Dokládají to zbytky někdejšího klášterního kostela, na místě kterého se dnes vypíná zdejší barokní farní Kostel Všech svatých z roku 1803.
Kostel vznikl zřejmě na podnět místního šlechtice, jehož sídlo se pravděpodobně nacházelo na východě se vypínajícím Michalově vrchu. Zde byly objeveny zbytky středověkého hradiště. Zde se nacházel i benediktinský klášter, jehož jediným pozůstatkem jsou ruiny kostela svatého Michala. Toto místo, známé jako Vrchhora, je dodnes cílem náboženských poutí.

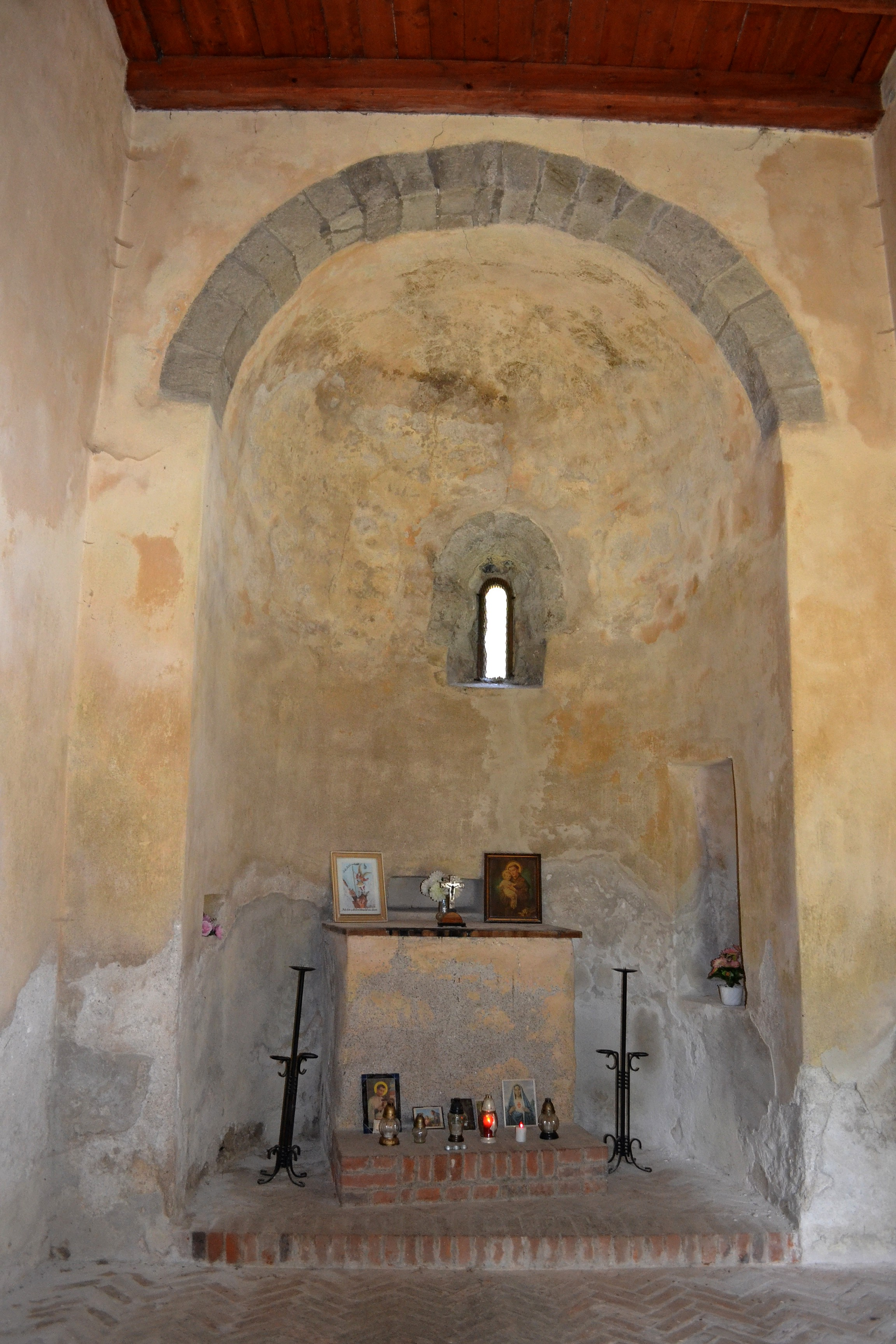
Pohled do interiéru

Někdy před první polovinou 12. století (udává se rok 1130) zde byl postaven malý kostel, který se stal centrem duchovního života zdejších obyvatel. Stavitelé kostelíka v rozporu s tehdy zavedenými koncepcemi výstavby přistavěli k lodi válcovitou věž, což dodnes dělá z kostelíka jedinečný unikát v celoslovenském měřítku. Všechny ostatní známé kostely z tohoto období stojící na slovenském území měly totiž věž postavenou na pravoúhlém půdorysu nebo ji neměly vůbec.
Kostel svému účelu sloužil téměř sedm století. Po dobudování nového farního kostela pustl a začal chátrat. Přišel o zastřešení, čím byla napospas dešti vystavena fresková výmalba stěn. Zůstaly po ní jen nepatrné nezřetelné zbytky v částečně chráněné apsidě.
Před úplným zánikem ho zachránila důsledná památková obnova započatá v roce 1936 a později v letech 1975 – 1976. Ta mu vrátila původní vzhled, čímž se stal jednou z nejvyhledávanějších pamětihodností tohoto na památky bohatého kraje (např. v západně ležící obci Klátova Nová Ves kromě tří zámků, v místní části Sádok najdeme další skvost sakrálního stavitelství – románský Kostel Panny Marie Královny andělů).

## Vzhled kostelíka
Kostelík nevelkých rozměrů, postavený z opracovaných kamenů, zaujme především svým exteriérovým provedením. Dominuje mu vysoká okrouhlá věž se zvonicí, zakončená jehlancovitou stříškou pokrytou dřevěným šindelem. Věž se ze západní strany asymetricky připojuje k vysoké úzké lodi zakončené apsidou na půlkruhovém půdorysu. Loď je zastřešená sedlovou střechou pokrytou stejně jako věž šindelem. Starobylost kostelíka umocňuje neomítnuté zdivo.
Vpravo od věže se nachází úzký vchod do lodě. Interiérové vybavení je mimořádně skromné; kromě nenápadné kamenné oltářní mensy v apsidě zde chybí jakákoliv výzdoba či vybavení. Prosvětlení zajišťují dvě malá románská štěrbinová okna v lodi a okno v apsidě. Po úzkých točitých schodech ve věži se dá dostat na malou dřevěnou emporu a tak si z bezprostřední blízkosti přehlédnout dřevěné trámování na stropu lodě.
Kostel svatého Michala archanděla tvoří dominantu na dodnes funkčním hřbitově na kopci na severním okraji Klížského Hradiště. I když dnes neslouží liturgickým účelům, je především unikátní památkou středověkého stavitelství.